# ダニエル・フェリペ・マルティネス
ダニエル・フェリペ・マルティネス（Daniel Felipe Martínez、1996年4月25日 - ）は、コロンビア、ボゴタ出身の自転車競技選手。

## 経歴
2016年、ジロ・デ・イタリア初出場。総合89位。
2018年、ツール・ド・フランス初出場。総合36位。
2020年、クリテリウム・デュ・ドフィネ 総合優勝。
2021年、ジロ・デ・イタリア 総合5位。
2022年、 イツリア・バスク・カントリー総合優勝。
2024年、ジロ・デ・イタリア 総合2位。

## 主な戦績

### 2019年
- コロンビア選手権 優勝（個人タイムトライアル）
- パリ～ニース　区間優勝（第7ステージ）
- パンアメリカン競技大会 自転車競技・個人タイムトライアル　優勝

### 2020年
- コロンビア選手権 優勝（個人タイムトライアル）
- ツアー・コロンビア（英語版） 区間優勝（第1ステージ・チームタイムトライアル、第6ステージ）
- クリテリウム・デュ・ドフィネ  総合優勝、 ヤングライダー賞
- ツール・ド・フランス 区間優勝（第13ステージ）[2]

### 2022年
- コロンビア選手権 優勝（個人タイムトライアル）
- イツリア・バスク・カントリー  総合優勝、 ポイント賞（第4ステージ優勝）
- コッパ・サバティーニ 優勝

### 2023年
- ヴォルタ・アン・アルガルヴェ  総合優勝

### 2024年
- コロンビア選手権 優勝（個人タイムトライアル）
- ヴォルタ・アン・アルガルヴェ 総合2位
  -  山岳賞（第2、5ステージ優勝）
- ジロ・デ・イタリア 総合2位